# ریکاردو پرپتوینی
ریکاردو پرپتوینی (انگلیسی: Riccardo Perpetuini؛ زادهٔ ۴ اوت ۱۹۹۰) بازیکن فوتبال اهل ایتالیا است.
از باشگاه‌هایی که در آن بازی کرده‌است می‌توان به باشگاه ورزشی لاتزیو، باشگاه فوتبال کرمونزه، باشگاه فوتبال سالرنیتانا، باشگاه فوتبال فوجا، و باشگاه فوتبال کروتونه اشاره کرد.
وی همچنین در تیم ملی فوتبال زیر ۲۰ سال ایتالیا بازی کرده‌است.